# Я пришёл дать вам волю
«Я пришёл дать вам волю» — роман Василия Шукшина о крестьянском восстании под предводительством Степана Разина в 1670—1671 годах.

## История создания
Замысел романа складывался долго — более шести лет. В 1968 году появляется сценарий фильма Шукшина о Степане Разине, а роман «Я пришёл дать вам волю» завершён в 1969 году.
Образ Степана Разина, как идеал «могучего заступника крестьянства», занимал ум писателя со школьной скамьи, когда впервые ему довелось услышать песню «Из-за острова на стрежень». С начала 1960-х годов: сначала был опубликован рассказ «Стенька Разин», а с завершением первой книги «Любавиных» Разин появляется в замыслах Шукшина как герой программного произведения. В. М. Шукшин углубляется в специальную литературу (сохранившийся в архиве список литературы насчитывает 60 названий), сотрудничает с музейными работниками Астрахани, Волгограда, Загорска, Новочеркасским музеем истории донского казачества. Также В. М. Шукшин консультировался с А. А. Зиминым, видным историком, занимавшимся «Смутным временем».
В 1966 году Шукшин пишет заявку на литературный сценарий «Конец Разина». Сценарий фильма, посвящённого образу русского национального героя, был напечатан в журнале «Искусство кино» в 1968 году (№ 5-6). Параллельно сценарию писался роман: работа над ним была завершена в 1969 году: Шукшин хотел завершить роман к трёхсотлетию разинского восстания, что ему и удалось сделать. Для первой части («Вольные казаки») автор долго искал название («Помутился ты, Дон, сверху донизу», «Вольные донские казаки»), название же второй части оставалось неизменным («Мститесь, братья!»). Третья часть («Казнь») оформляется лишь в окончательной редакции, в 1970 году.
С января 1971 года роман о Разине публикуется в «Сибирских огнях». С 1972 года в печати появляются отклики. Отдельной книгой роман «Я пришёл дать вам волю» вышел в издательстве «Советский писатель» поздней осенью 1974 года.

## Сюжет
В романе три части: «Вольные казаки», «Мститесь, братья!» и «Казнь».

## Экранизация
Решение о запуске фильма было принято дирекцией «Мосфильма» в сентябре 1974 года. В последних числах сентября Шукшин, снимавшийся в то время в картине С. Ф. Бондарчука «Они сражались за Родину», узнал о положительном решении студии. Поначалу писатель не соглашался на съёмки в этом фильме, готовясь к собственному — о Степане Разине. Однако, руководство Госкино поставило условием своего согласия его участие в проекте Бондарчука. В ночь на 2 октября 1974 года писатель умер от сердечного приступа.